# 35 Жирафа
35 Жирафа (лат. 35 Camelopardalis, HD 40873) — тройная звезда в созвездии Возничего на расстоянии приблизительно 455 световых лет (около 140 парсеков) от Солнца. Видимая звёздная величина звезды — +6,392m.

## Характеристики
Первый компонент — белая Am-звезда спектрального класса kA5mA7IV, или A7V, или A7III. Видимая звёздная величина звезды — +6,3m. Радиус — около 3,23 солнечных, светимость — около 41,28 солнечных. Эффективная температура — около 8088 К.
Второй компонент (CCDM J06045+5135B) — белая звезда спектрального класса A5. Видимая звёздная величина звезды — +9m. Эффективная температура — около 5497 К. Удалён на 39 угловых секунд.
Третий компонент — CCDM J06045+5135C. Видимая звёздная величина звезды — +10m. Удалён от второго компонента на 0,6 угловой секунды.